# Instituto Nacional de los Pueblos Indígenas
El Instituto Nacional de los Pueblos Indígenas (INPI) (en q'eqchi': Molam Tk’anjelaq Chi Rixeb’ Laj Ralch’och’, en tsotsil: Instituto Ta Sjunul Jlumaltik Sventa Batsi Jnaklometik, en chocholteco: Ncha ndíe kie tía ndie xadë Ndaxingu, en ixil: Jejleb’al Unq’a Tenam Kumool) es un organismo descentralizado no sectorizado a alguna secretaría de Estado que forma parte de la Administración Pública Federal en México. Sus funciones son diseñar, ejecutar, coordinar, evaluar las políticas, programas, estrategias y proyectos para el desarrollo de los pueblos indígenas y afromexicanos del país.
Se creó el 10 de diciembre de 2018 por decreto del presidente Andrés Manuel López Obrador y reemplazó a la antigua Comisión Nacional para el Desarrollo de los Pueblos Indígenas.
Por ser una dependencia no central forma parte del gabinete presidencial ampliado y por ello cuenta con autonomía así como una personalidad jurídica y patrimonio propio. Tiene su sede en la Ciudad de México.

## Logotipos

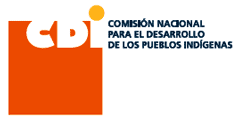
Logo de la CDI durante la administración de Felipe Calderón (2006-2012)
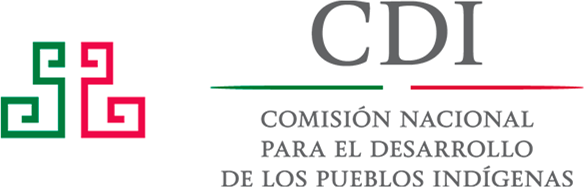
Logo de la CDI durante la administración de Enrique Peña Nieto (2012-2018)
Actual logo del INPI durante la administración de Andrés Manuel López Obrador (2018-2024)

## Funciones
Según el artículo 4 de la Ley del Instituto Nacional de los Pueblos Indígenas entre sus principales funciones destacan:
- Diseñar e implementar políticas, planes, programas y proyectos de los pueblos indígenas y afromexicano, así como impulsar y fortalecer las instituciones propias de dichos pueblos.
- Definir los lineamientos y políticas públicas relativas a los pueblos indígenas y afromexicano dentro de la Administración Pública Federal.
- Hacer garantizar, proteger y respetar los derechos de los pueblos indígenas y afromexicano reconocidos en la Constitución Política de los Estados Unidos Mexicanos a través de un diálogo sostenido e incluyente como sujetos de derecho público con ellos.
- Hacer garantizar la pertinencia económica, social, cultural, política, lingüística y de género en la coordinación de los planes, programas y proyectos de los demás organismos de la Administración Pública Federal.

## Educación indígena
El Instituto Nacional de los Pueblos Indígenas cuenta con el Programa de Apoyo a la Educación Indígena cuyo objetivo general es apoyar la permanencia en la educación de estudiantes indígenas, inscritos en escuelas públicas, a través de diferentes modalidades de atención, priorizando aquellos que no tienen opciones educativas en su comunidad y fomentar la continuidad, conclusión y titulación de la formación educativa profesional de los jóvenes indígenas. El Programa cuenta con las siguientes modalidades de atención:
Casa del Niño Indígena (en q’eqchi’: Rochoch Li’ Al Laj Ralch’och’): Brinda alimentación, hospedaje y actividades complementarias a la población beneficiaria, atendiendo preferentemente aquella que proviene de localidades que no cuentan con servicios de educación. 
Comedor del Niño Indígena (en q’eqchi’: Xwa’leb’aal Li’ Al Laj Ralch’och’): Brinda alimentación y actividades complementarias a la población beneficiaria que vive en la localidad donde se ubica el centro educativo al que asisten.
En México existen mil 350 Casas de la Niño Indígena distribuidas a lo largo y ancho del territorio nacional que atienden a 82 mil niños y jóvenes indígenas.

## Organización
Según los artículos 11 y 12 de la Ley del Instituto Nacional de los Pueblos Indígenas, está organizado de la siguiente forma:
- Junta de Gobierno (órgano gubernamental)
  - Presidente de México
  - Secretario de Gobernación
  - Secretario de Hacienda y Crédito Público
  - Secretario de Bienestar
  - Secretario de Medio Ambiente y Recursos Naturales
  - Secretario de Agricultura y Desarrollo Rural
  - Secretario de Infraestructura, Comunicaciones y Transportes
  - Secretario de la Función Pública
  - Secretario de Salud
  - Secretario de Desarrollo Agrario, Territorial y Urbano
  - Secretario de Relaciones Exteriores
  - Representante del Consejo Nacional de los Pueblos Indígenas
- Dirección General (órgano administrativo)
  - Director general del Instituto Nacional de los Pueblos Indígenas
- Consejo Nacional de Pueblos Indígenas (órgano de participación, consulta y vinculación)
- Oficinas de Representación del Instituto (órganos de representación en las entidades federativas)
- Centros Coordinadores de Pueblos Indígenas (órganos de operación regional)

## Historia

### Antecedentes
Hubo algunos precedentes que fungieron como antecedentes para la creación del Departamento de Asuntos Indígenas en 1940. En 1917 se creó el Departamento de Antropología de la Secretaría de Agricultura y el Departamento de Educación y Cultura para la Raza Indígena en 1921. En 1925 se creó el Departamento de Escuelas Rurales de Incorporación Cultural Indígena. Es importante mencionar en el México posrevolucionario Manuel Gamio ejerció una fuerte influencia en el tema, siendo reconocido como el padre de la antropología mexicana moderna.  
Finalmente, en la década de 1930 se procedió con la creación del Departamento Autónomo de Asuntos Indígenas en 1936 y Departamento de Educación Indígena en 1937 dentro de la SEP.[cita requerida]

### Departamento de Asuntos Indígenas
Durante la presidencia de Lázaro Cárdenas se realizaron diversas reformas al gabinete presidencial. Entre las más destacadas fue la creación de «departamentos», dependencias centralizadas pero con una jerarquía de menor importancia que las secretarías de Estado. El 1 de diciembre de 1940 Cárdenas decretó la creación del Departamento de Asuntos Indígenas.
Cuando Manuel Ávila Camacho llegó a la silla presidencial redujo el número de departamentos existentes del gabinete presidencial de trece a únicamente dos, entre los que se extinguió el de Asuntos Indígenas. El 31 de diciembre de 1946 la SEP regresó a las facultades que tenía antes de 1940y en 1947 se fundó la Dirección General de Asuntos Indígenas.

### Instituto Nacional Indigenista

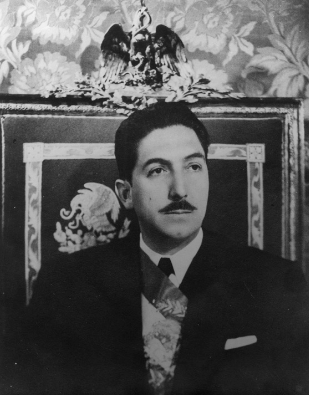
Alemán Valdés creó el Instituto Nacional Indigenista

El 4 de diciembre de 1948 el presidente Miguel Alemán Valdés decretó la creación del Instituto Nacional Indígena (INI). Se originó como un instituto de la Administración Pública Federal pero a su vez como una filial del Instituto Indigenista Interamericano y a diferencia al antiguo Departamento de Asuntos Indígenas este sí tuvo una personalidad jurídica propia. Sus funciones fueron las siguientes:
- Investigar los problemas relativos a los núcleos indígenas del país;
- Estudiar las medidas de mejoramiento que requieran esos núcleos indígenas;
- Promover ante el Ejecutivo Federal la aprobación y la aplicación de estas medidas;
- Intervenir en la realización de las medidas aprobadas, coordinando y dirigiendo, en su caso, la acción de los órganos gubernamentales competentes;
- Fungir como cuerpo consultivo de las instituciones oficiales y privadas acerca de las materias que, conforme a la presente Ley, son de su competencia;
- Difundir, cuando lo estime conveniente y por los medios adecuados, los resultados de sus investigaciones, estudios y promociones.
- Emprender aquellas obras de mejoramiento de las comunidades indígenas que le encomiende el Ejecutivo, en coordinación con la Dirección General de Asuntos Indígenas, encargado de coordinar las políticas públicas y los programas sociales del gobierno federal, en favor de las comunidades indígenas del país, así como cuidar que estas comunidades pudieran seguir sus propias costumbres, tales como la lengua, educación, etc.

Cabe mencionar que durante aquella época su principal labor fue el de realizar sus facultades para la vida política, social y económica de los indígenas al país a través de un proceso de aculturación, o sea, despojándolos de su cultura para su asimilación con el resto de la población, que no cambiaría hasta los años 70.
En 1951 se realizaron sus primeras medidas aplicadas: se formó el Consejo del Patrimonio Indígena del Valle del Mezquital para proponer soluciones a los problemas económicos de la región, se fundó el primer Centro Coordinador Indigenista (CCI) en San Cristóbal de las Casas (Chiapas) y se el Museo de Artes e Industrias Populares en Pátzcuaro (Michoacán) por una colaboración con el INAH.
En años siguientes (y hasta 1968) se fundarían un total de diez CCI. Cuatro fueron en Oaxaca, por el estado con mayor presencia indígena: Papaloapan, Tlaxiaco, Jamiltepec y Huautla de Jiménez; y el resto fueron en Guachochi (Chihuahua), Peto (Yucatán), Tlapa (Guerrero), Tepic (Nayarit), Cherán (Michoacán) y Zacapoaxtla (Puebla).
Entre 1953 y 1961 el INI hizo diversas movilizaciones de grupos indígenas para su desplazo. La más importante de todas fue el que se efectuó para la construcción de la Presa Temascal, oficialmente llamada Presa Miguel Alemán, en el río Tonto del Municipio de San Miguel Soyaltepec de la región de la Cuenca del Papaloapan (Oaxaca), cuya construcción resultó quitarle agua a aproximadamente ochenta localidades del municipio y en las que se afectaron alrededor de veintidós mil habitantes, en su mayoría mazatecos.
En 1963 se oficializó el Sistema de Educación Bilingüe–Bicultural para su implementación nacional pero que ya se había aplicado en Los Altos de Chiapas desde 1951. También en 1963 se fundó la Biblioteca del INI en Álvaro Obregón en el Distrito Federal y que fue renombrada «Juan Rulfo» en 1987 tras su fallecimiento (pues llegó la a dirigir desde 1984); cuenta con cuarenta cinco mil libros, trece mil mapas y quinientos periódicos especializados en los pueblos indígenas, considerada la más importante de América Latina en el tema.
Después de 1970 el objetivo del Instituto Indigenista cambió a elevar las condiciones de vida de los pueblos indígenas al hacerlos partícipes del desarrollo nacional. En ese mismo año colaboraron con el Plan Lerma y la Nacional Financiera para la creación del Comité Interestatal para el Desarrollo de la Sierra Occidental (CIDESO) para mejorar la calidad de vida de la Zona Huicot, principalmente poblada por tepehuanes y coras.
Entre 1970 y 1976 se desarrolló una gran cantidad de infraestructura, entre las que destacan doscientos cincuenta talleres y un número no exacto de carpinterías, panaderías, herrerías y ladrilleras; además de cincuenta y ocho CCI en diecinueve de las treinta y un entidades federativas.

### Comisión Nacional para el Desarrollo de los Pueblos Indígenas
Más tarde en el año 2000, con la llegada de Vicente Fox Quesada a la presidencia de México, se presentó una iniciativa de reforma a varios artículos constitucionales, con la finalidad de plasmar en la ley fundamental del país, los derechos de los pueblos indígenas y para cumplir con los acuerdos establecidos con el Ejército Zapatista de Liberación Nacional. Dicha reforma incluía, la desaparición del Instituto Nacional Indigenista y la creación de la Comisión Nacional para el Desarrollo de los Pueblos Indígenas.

### Casa de los Pueblos y Comunidades Indígenas

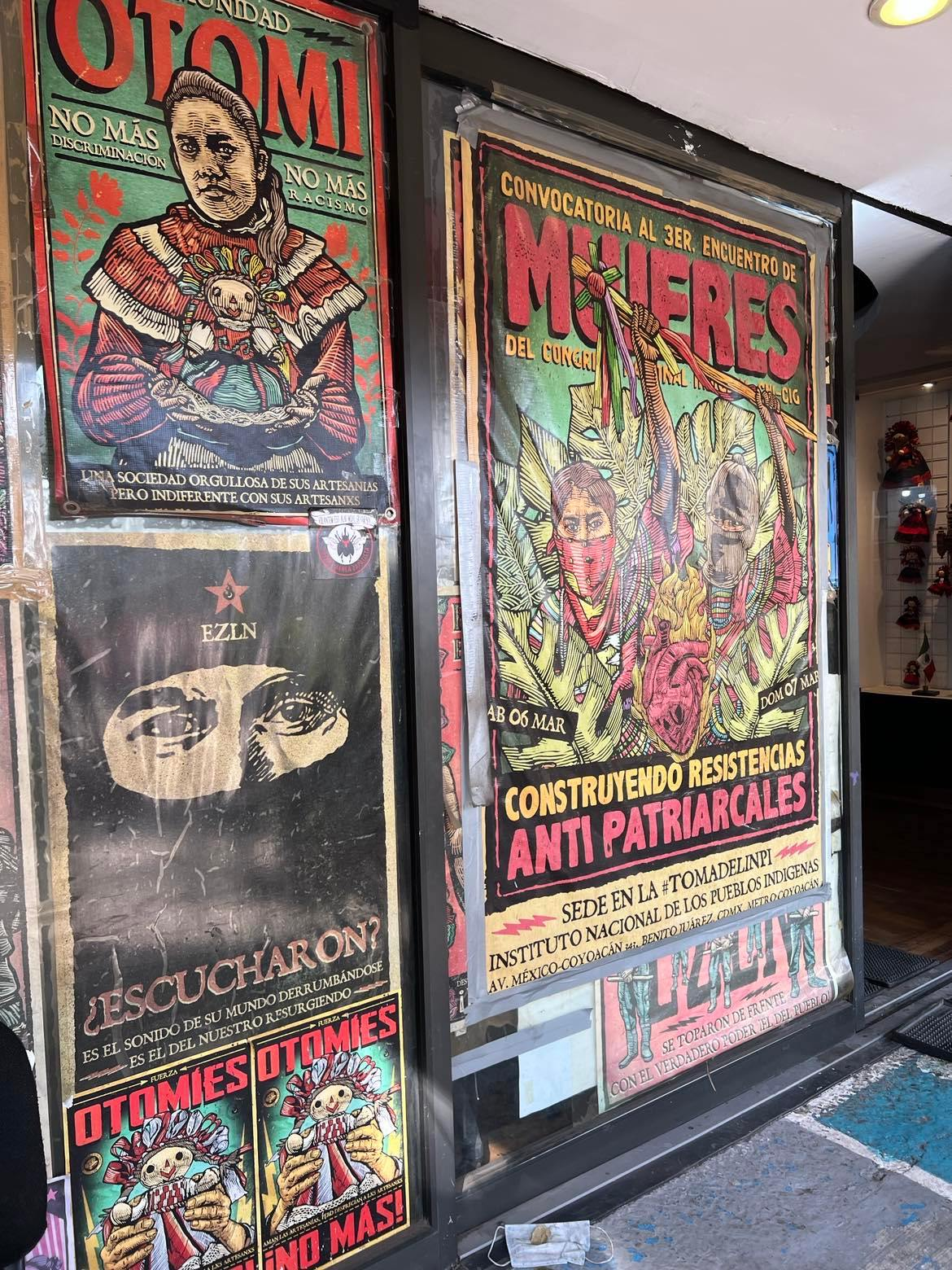
Carteles de resistencia en la Casa de los Pueblos y las Comunidades Indígenas.

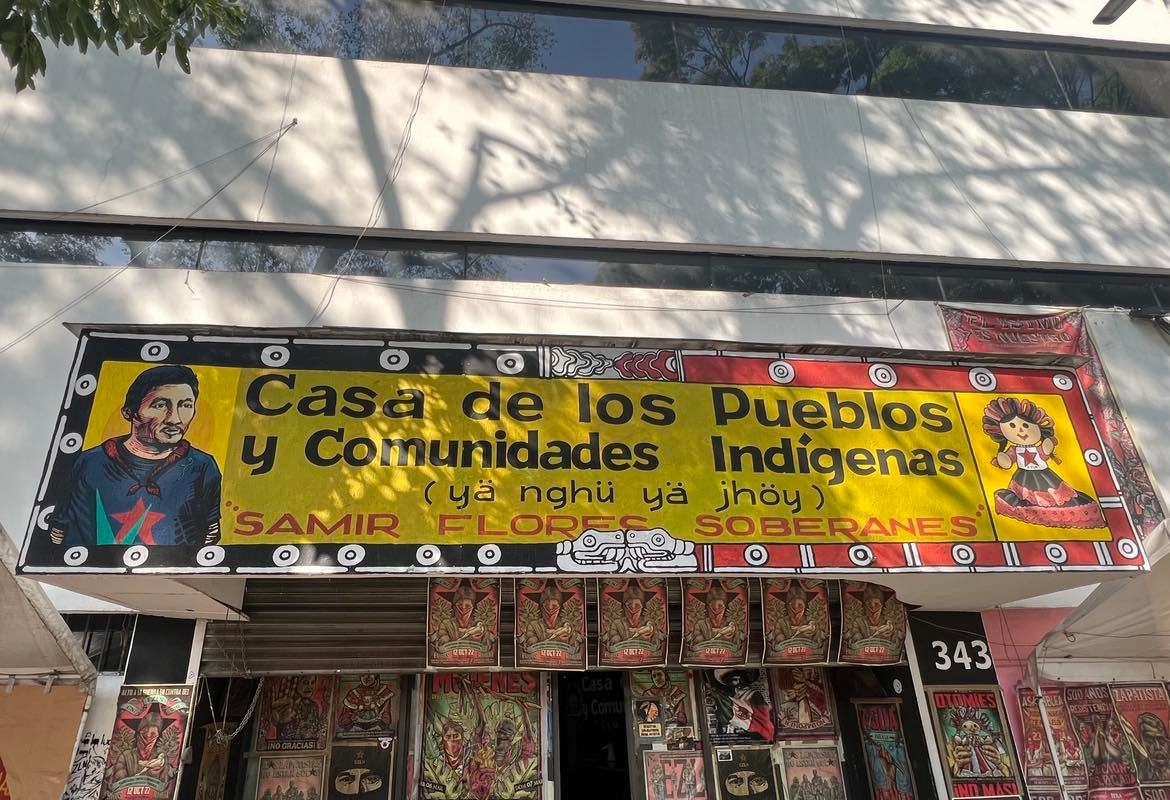
Casa de los Pueblos y Comunidades Indígenas Samir Flores Soberanes

Desde el 12 de octubre de 2019 el edificio de las oficinas centrales del Instituto Nacional de los Pueblos Indígenas (INPI) fue ocupado por el pueblo otomí que reside en la Ciudad de México por demandas no atendidas de vivienda y servicios básicos el cual fue renombrado en un acto público como la Casa de los Pueblos y las Comunidades Indígenas, «Samir Flores Soberanes» y lo convirtieron en un espacio de encuentro y organización para diversas actividades vinculadas con la educación, la cultura, la comunicación, la autonomía, la organización pero, sobre todo, resistencia y rebeldía.

## Lista de sus titulares

### Directores generales de la Comisión para el Desarrollo de los Pueblos Indígenas (2003-2018)
| Director (a) general   | Director (a) general    | Director (a) general       | Periodo                 | Final                   | Etnia                   | Partido político                     | Presidente              | Presidente                           | Nota                                        |
| ---------------------- | ----------------------- | -------------------------- | ----------------------- | ----------------------- | ----------------------- | ------------------------------------ | ----------------------- | ------------------------------------ | ------------------------------------------- |
|                        |                         | Xóchitl Gálvez             | 21 de mayo de 2003      | 30 de noviembre de 2006 | Otomí                   | Independiente                        |                         | Vicente Fox                          | Renunció por desacuerdos con Calderón       |
| 1 de diciembre de 2006 | 14 de diciembre de 2006 | Xóchitl Gálvez             |                         | Felipe Calderón         | Otomí                   | Independiente                        |                         |                                      | Renunció por desacuerdos con Calderón       |
|                        |                         | Luis H. Álvarez            | 15 de diciembre de 2006 | Felipe Calderón         | 31 de diciembre de 2009 | Ninguna                              | Partido Acción Nacional | Calderón lo removió para otro puesto |                                             |
|                        |                         | Xavier Abreu Sierra        | 1 de enero de 2010      | Felipe Calderón         | 11 de enero de 2013     | Ninguna                              | Partido Acción Nacional |                                      |                                             |
|                        |                         | Nuvia Mayorga Delgado      | 12 de enero de 2013     | 9 de febrero de 2018    | Ninguna                 | Partido Revolucionario Institucional |                         | Enrique Peña Nieto                   | Dejó el cargo para postularse como senadora |
|                        |                         | Roberto Serrano Altamirano | 10 de febrero de 2018   | 3 de diciembre de 2018  | Ninguna                 | Partido Revolucionario Institucional |                         | Enrique Peña Nieto                   |                                             |

### Director general del Instituto Nacional de los Pueblos Indígenas
| Director (a) general | Director (a) general | Director (a) general | Periodo                         | Etnia | Partido político | Presidente | Presidente                  |
| -------------------- | -------------------- | -------------------- | ------------------------------- | ----- | ---------------- | ---------- | --------------------------- |
|                      |                      | Adelfo Regino Montes | Desde el 4 de diciembre de 2018 | Mixe  | Independiente    |            | Andrés Manuel López Obrador |
| Claudia Sheinbaum    |                      | Adelfo Regino Montes | Desde el 4 de diciembre de 2018 | Mixe  | Independiente    |            |                             |